# Pueblo kele (Congo)
El pueblo kele también es conocido como lokele. Es un pueblo bantú perteneciente a la etnia kuba. Su población era de 529.000 personas en 2016. Las comunidades keles se distribuyen en las actuales provincias de Kasai Oriental, Lualaba y Lomami en el sur de la República Democrática del Congo. Su cultura se desarrolló principalmente en torno al gran río Congo, así como en el Sankuro y el Lomami.

## Identidad lingüística y etnográfica
Hablan la lengua kele , también conocida como akele, ekele, kili, kele occidental, likelo, lokele o  yakusu. El idioma kele pertenece a la familia de lenguas soko, de la rama bantú del filo de lenguas Níger-Congo. 
Además de su valor comunicativo, el uso de la lengua kele es determinante para la identidad del grupo. Al igual que con la casi totalidad de los pueblos históricos de la República Democrática del Congo si se les pregunta por su identidad responderán tomando en cuenta en primer lugar su idioma, en este caso kele. Sin embargo no reconocerán como entidad identitaria la etnicidad o comunidad histórica, siendo su segunda referencia inmediata la nacionalidad congoleña.
La emigración por razones laborales a Kisangani obligó a muchos keles a aprender y utilizar el idioma suajili, lengua franca en esa región de la R. D. del Congo.

## Lenguaje de tambores kele

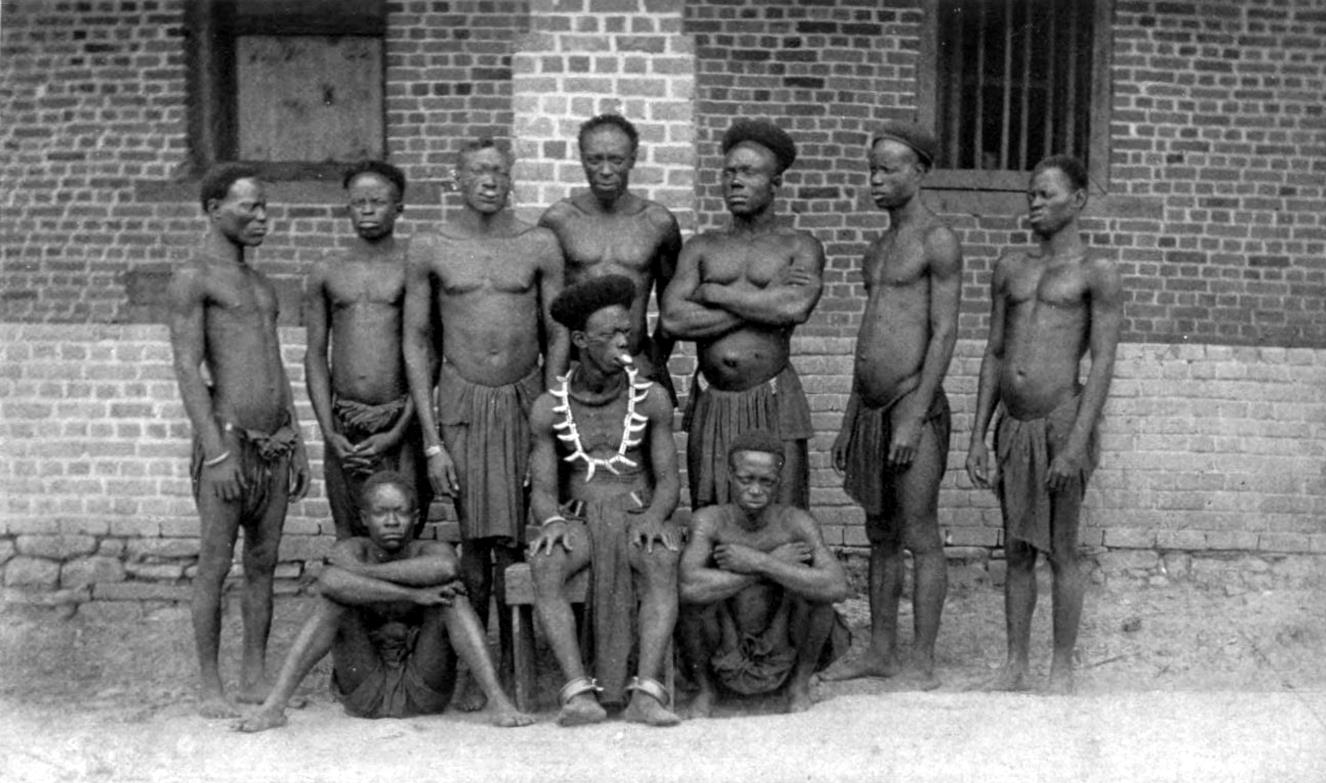
Grupo lokele de la Provincia Oriental

Los keles desarrollaron un lenguaje de tambores que fue descrito a mediados del siglo XX por el misionero John F. Carrigton. Era un sistema eficaz para comunicarse a distancia tanto con una persona como con un conjunto de aldeas. Según el informe de Carrigton, para hacerlo inteligible, el mensaje necesitaba expresarse con frases repetidas y redundantes. En promedio, se necesitaban unas ocho palabras del lenguaje de percusión para transmitir una palabra del lenguaje humano sin ambigüedades. Cada aldea tenía un percusionista experto en el lenguaje de tambores y la amplia mayoría de los aldeanos eran capaces de entender sus mensajes.
Cuando John F. Carrigton realizó sus investigaciones el sistema de comunicación por tambores estaba casi en desuso. Las investigaciones de Carrigton fueron publicadas en 1949 con el título The Talking Drums of Africa (El lenguaje de los tambores de África).

## Economía
Tradicionalmente la actividad pesquera y los cultivos de café fueron los principales medios de vida del pueblo kele.